# White Light/White Heat
| Recensione     | Giudizio       |
| -------------- | -------------- |
| Ondarock       | Pietra miliare |
| AllMusic       |                |
| Piero Scaruffi |                |
| Rolling Stone  |                |

White Light/White Heat è il secondo album in studio del gruppo rock statunitense The Velvet Underground, pubblicato nel 1968 (ma registrato l'anno prima): segna il termine della collaborazione della band con Andy Warhol e con Nico (Christa Paffgen) ed è anche l'ultimo disco del gruppo prima dell'abbandono di John Cale.
Viene ritenuto uno dei capolavori del gruppo oltre che della storia del rock. Nel 2020, la rivista Rolling Stone ha inserito il disco al 272º posto nella sua classifica dei migliori 500 album della storia.

## Storia
(Lou Reed)
L'album venne pubblicato il 30 gennaio 1968, ed entrò al numero 199 della classifica di Billboard restandoci per sole due settimane.
L'insuccesso commerciale fece crescere le tensioni all'interno del gruppo: la band era stanca di ricevere poca considerazione per il proprio lavoro, inoltre Reed e Cale volevano portare il gruppo in due direzioni opposte. Le differenze vennero a galla durante l'ultima seduta di registrazione del gruppo a cui presenziò anche Cale nel febbraio del 1968: due canzoni maggiormente pop scritte da Lou Reed (Temptation Inside Your Heart e Stephanie Says) si scontrarono con una composizione dominata dalla stridente viola di Cale (Hey Mr. Rain). (Nessuna di queste canzoni verrà pubblicata all'epoca ma solo in album successivi come VU e Another View e in ristampe successive dell'album). Reed spingeva per dare al gruppo una sferzata più commerciale, mentre Cale rimaneva risoluto e fermo nelle sue teorie artistiche sulla sperimentazione sonora intransigente.
Cale ha affermato che mentre il loro album di debutto contiene momenti di fragilità e bellezza, White Light/White Heat era "consapevolmente un disco duro, anti-bellezza".

## Brani
Il filo conduttore dell'album è l'alienazione dell'uomo all'interno della società postmoderna, con una violenza sonora e di rumori più accentuata rispetto all'esordio. I testi (scritti da Lou Reed) raccontano episodi quotidiani di paranoia metropolitana, caratterizzati da descrizioni fredde, asettiche e ripetitive. L'atmosfera underground dei brani e l'introduzione di strumenti atipici per il rock come la viola e l'organo, opera di Cale, accentuano la sensazione di straniamento imposta all'uomo dalla modernità.
La title track inizia con Lou Reed che si cimenta al pianoforte alla maniera di Jerry Lee Lewis e parla delle sensazioni di luce e calore date dall'anfetamina. Lady Godiva's Operation è la canzone dell'album preferita da Reed e contiene alcuni suoni bizzarri per una canzone pop o rock che dir si voglia, con un'atmosfera particolare. Nonostante la predominanza di sonorità dure e rumorose come nella lunga Sister Ray e in I Heard Her Call My Name, l'album contiene anche The Gift, un racconto scritto da Reed e recitato da Cale nel suo inconfondibile accento gallese con un sottofondo di musica dissonante. La meditativa Here She Comes Now verrà in seguito ripresa da numerose band, tra le quali i Galaxie 500, i R.E.M., i Cabaret Voltaire, i Voodoo Loons, e i Nirvana.
1. White Light/White Heat (Lou Reed)
La title-track racconta un'esperienza convulsiva e anfetaminica: luci e calore improvvisi fanno impazzire il protagonista, catturato da allucinazioni. Il ritmo è ossessivo, basato su un giro di blues, con il ritornello cantato da un coro.
2. The Gift (Lou Reed, John Cale, Sterling Morrison, Maureen Tucker)
La seconda traccia è uno degli esperimenti sonori audaci tipici dell'album. Il testo vede il protagonista (tale Waldo Jeffers), ancora innamorato della sua ex ragazza, decidere di raggiungerla viaggiando in un pacco postale gigante. La ragazza, però, per aprire lo scatolone usa delle cesoie, con le quali inavvertitamente uccide Waldo. Il testo non si sofferma sui sentimenti provati da Waldo, ma enumera semplicemente gli eventi in maniera fredda e distaccata. La voce distaccata e monotona fa risaltare l'impersonalità delle relazioni umane e la completa spersonalizzazione dell'amore, sottolineate da chitarre distorte in sottofondo e da un giro di basso e batteria paranoico. Musicalmente la composizione è formata dall'unione di un testo recitato da John Cale con forte accento gallese e da uno strumentale suonato simultaneamente in sottofondo, le due piste sonore sono nettamente separate nei due canali stereo. Il racconto è sul canale sinistro, mentre la musica si trova tutta su quello destro. In questo modo, è possibile ascoltare la traccia complessivamente, oppure limitarsi al racconto letto da Cale o allo strumentale suonato dal gruppo.
3. Lady Godiva's Operation (Lou Reed)

Con il terzo brano ci troviamo di fronte a una bizzarra ballata che racconta di un mal riuscito intervento chirurgico eseguito su una donna (probabilmente un transessuale) non ancora del tutto sotto anestesia, che sente il panico dell'esperienza. "Lady Godiva" finisce per subire una lobotomia invece di un'operazione per il cambiamento di sesso. In alcuni momenti, la voce di Reed si affianca a quella di Cale per sottolineare alcuni versi, in maniera completamente estemporanea e improvvisa; il ritmo, a differenza delle prime due canzoni, è molto più disteso, ma non privo di ripetitività. Completa il tutto un ampio campionario di sinistri effetti sonori.
4. Here She Comes Now (Lou Reed, John Cale, Sterling Morrison)
Here She Comes Now è la canzone più tranquilla ed orecchiabile sull'album, e contrasta con la durezza dei brani precedenti. Reed canta con voce cristallina accompagnato da un giro armonico di chitarra che rendono dolce il brano. La canzone ricorda i brani più "soft" e melodici scritti per il primo album del gruppo, come Sunday Morning o I'll Be Your Mirror. Il tema della canzone è la speranza del protagonista di riuscire a "far venire" la sua compagna, che però, a suo dire, sembra "fatta di legno". La canzone era stata originariamente scritta per Nico, che infatti la interpretava durante i concerti, quando però uscì l'LP White Light, White Heat, la cantante aveva già lasciato il gruppo.
5. I Heard Her Call My Name (Lou Reed)

La quinta traccia è un'opera piena di rumori, feedback, e cacofonie, sottolineata da violenti assoli di chitarra e stacchi di batteria. Descrive un colpo di fulmine avvenuto in una via di New York: Reed impersona un innamorato impazzito che lancia urla improvvise, affiancate a violenti acuti delle chitarre. L'oggetto del desiderio del protagonista sembra essere però, una ragazza ormai defunta.
6. Sister Ray (Lou Reed, John Cale, Sterling Morrison, Maureen Tucker)
L'ultimo brano, considerato da molti il capolavoro dell'album, è una vera e propria sinfonia del minimalismo, costruita su pochi semplici accordi che raccontano un'orgia di tossici gay con tanto di morto ed intervento della polizia. Da notare nel brano le improvvisazioni dell'organo di Cale, le invenzioni vocali di Reed e le percussioni della Tucker.

## Copertina
La copertina del disco, ancora ideata da Andy Warhol ma realizzata dal fotografo Billy Name (vero nome Billy Linich), è completamente nera ad eccezione del nome del gruppo e del titolo del disco. Nell'angolo in basso a sinistra era visibile in controluce un teschio trapassato da un coltello (si trattava di un tatuaggio dell'attore Joe Spencer, che aveva recitato la parte del protagonista nel film Bike Boy del 1967 di Warhol) stampato con inchiostro nero su sfondo nero. Proprio questa sua particolarità rese la copertina di difficile riproduzione nelle ristampe economiche successive, che si limitarono alla riproduzione della copertina tutta nera senza teschio in trasparenza. Inoltre, alcune copie dell'edizione americana avevano la grafia sbagliata dell'ultimo titolo del primo lato: There She Comes Now invece di Here She Comes Now. La ristampa inglese del 1971 aveva una copertina differente, la cover nera era stata sostituita da una foto in bianco e nero di un gruppo di soldatini giocattolo, opera di un certo Hamish Grimes.

## Tracce
Lato A
1. White Light/White Heat – 2:47
2. The Gift – 8:19
3. Lady Godiva's Operation – 4:56
4. Here She Comes Now – 2:04

Lato B
1. I Heard Her Call My Name – 4:38
2. Sister Ray – 17:21

### 45th Anniversary Super Deluxe Edition
Il 9 dicembre 2013, la Universal ha pubblicato una deluxe edition dell'album in diverse versioni da 2 o 3 CD, e in box set in vinile. In essa sono contenuti i missaggi mono e stereo del disco sui CD 1 & 2 più varie tracce bonus, e la registrazione di un concerto inedito della band datato 1967 proveniente dagli archivi privati di John Cale.
CD 1
1. White Light/White Heat - 2:47
2. The Gift - 8:19
3. Lady Godiva's Operation - 4:56
4. Here She Comes Now - 2:04
5. I Heard Her Call My Name - 4:38
6. Sister Ray - 17:27
7. I Heard Her Call My Name (Alternate Take) - 4:39
8. Guess I'm Falling In Love (Instrumental Version) - 3:34
9. Temptation Inside Your Heart (Original Mix) - 2:32
10. Stephanie Says (Original Mix) - 2:49
11. Hey Mr. Rain (Version 1) - 4:40
12. Hey Mr. Rain (Version 2) - 5:24
13. Beginning to See the Light (Early Version) - 3:39

CD 2 - Live In New York City, 30th april 1967
1. Booker T. - 6:45
2. I'm Not A Young Man Anymore - 6:16
3. Guess I'm Falling In Love - 4:09
4. I'm Waiting for the Man - 5:27
5. Run Run Run - 6:58
6. Sister Ray - 19:03
7. The Gift - 10:24

## Formazione
- Lou Reed - voce, chitarra, pianoforte
- John Cale - voce, viola elettrica, organo, basso
- Sterling Morrison - voce, chitarra, basso
- Maureen Tucker - percussioni

## Classifiche
| Classifica (2021) | Posizione massima |
| ----------------- | ----------------- |
| Grecia            | 75                |

### Annotazioni
1. ↑  Secondo altre fonti[quali?] il tatuaggio in questione apparterrebbe invece allo stesso Billy Name.

### Fonti
1. 1 2 3  (EN) White Light/White Heat su All Music Guide, su allmusic.com. URL consultato il 10 settembre 2011.
2. ↑   Maria Teresa Racchetta, Velvet Underground - White Light/White Heat: Le pietre miliari di ondarock, su ondarock.it. URL consultato il 10 settembre 2011.
3. 1 2 3   Cesare Rizzi, Psichedelia, Giunti Editore, 2001,  pp. 66-67, ISBN 88-09-02257-2.
4. ↑  (EN) White Light/White Heat, su British Phonographic Industry. URL consultato il 18 giugno 2021.
5. ↑  La collaborazione tra Cale e la cantante tedesca riprenderà dopo lo scioglimento del gruppo.
6. ↑   Velvet Underground - White Light/White Heat :: Le Pietre Miliari di OndaRock, su OndaRock. URL consultato il 1º luglio 2024.
7. ↑   The History of Rock Music. Velvet Underground: biography, discography, reviews, ratings, best albums, su www.scaruffi.com. URL consultato il 1º luglio 2024.
8. 1 2   Oggi “White Light/White Heat” dei Velvet Underground compie 55 anni, su Indie For Bunnies. URL consultato il 1º luglio 2024.
9. ↑  (EN) 500 Greatest Albums of All Time, su rollingstone.com, Rolling Stone. URL consultato il 15 dicembre 2023.
10. ↑  Johan Kugelberg, The Velvet Underground - arte e musica a New York, Rizzoli, Milano, 2009, pag. 206, ISBN 978-88-17-03543-9
11. ↑   Rob Sheffield, White Light/White Heat: 45th Anniversary Super Deluxe Edition, in Rolling Stone, 9 dicembre 2013. URL consultato il 4 marzo 2018.
12. ↑  (EN) Official IFPI Charts - Top-75 Albums Sales Chart (Combined) - Week: 35 (31-35)/2021, su ifpi.gr, IFPI Greece. URL consultato il 13 settembre 2021 (archiviato dall'url originale il 13 settembre 2021).